# Acis et Galatée
Pour les articles homonymes, voir Acis (homonymie).

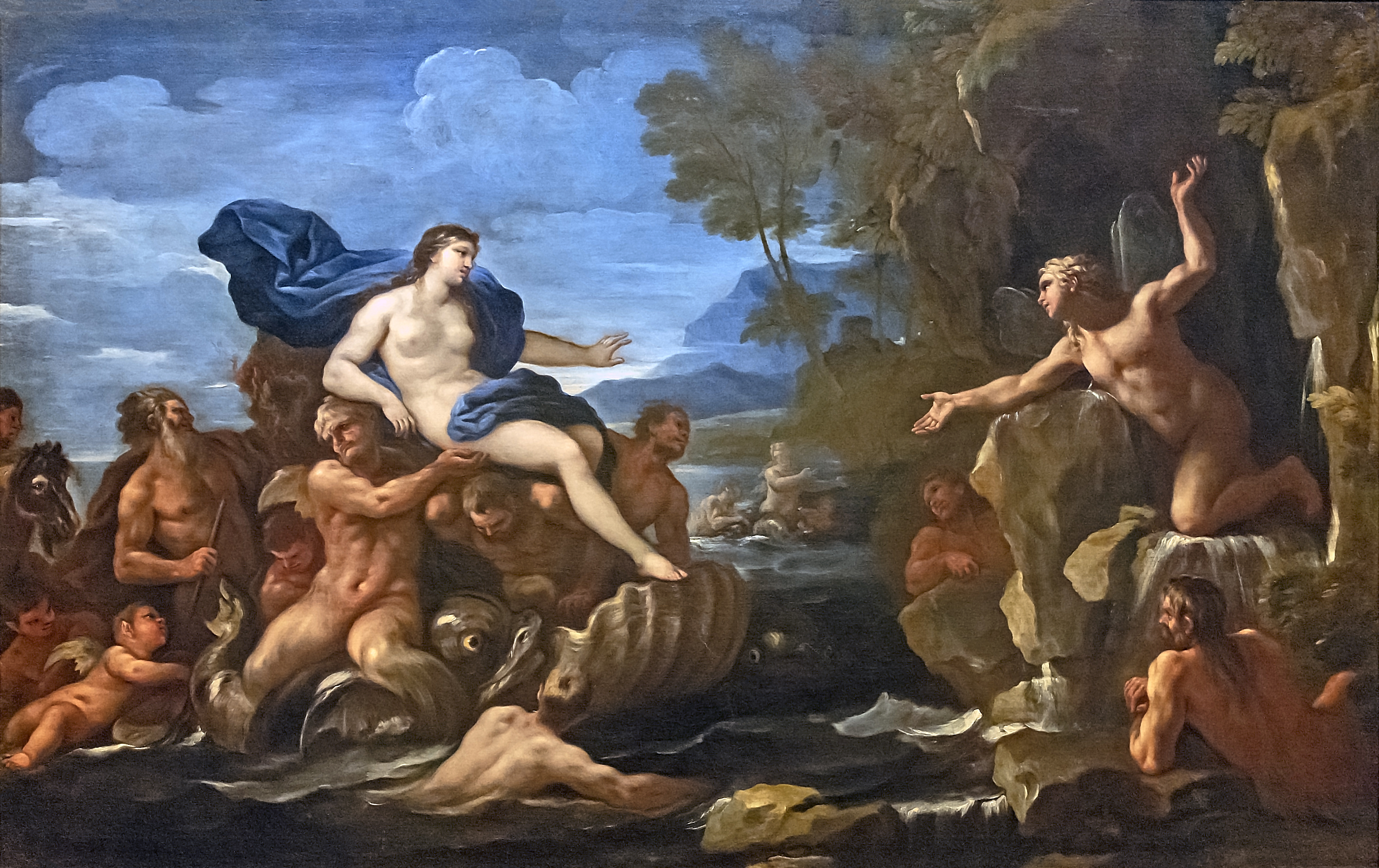
Luca Giordano, Acis et Galatée (vers 1685), Toulouse, Fondation Bemberg.

Acis et Galatée (en grec ancien Ἄκις καὶ Γαλάτεια / Ákis kaì Galáteia) sont deux amants de la mythologie grecque dont la légende est rapportée par Ovide dans les Métamorphoses (Livre XIII) et dont la première mention se trouve chez Théocrite (Idylle XI intitulée « Le Cyclope »).

## Mythe
Acis  était un jeune berger de Sicile, fils du dieu Pan et de la nymphe Symaethis (de), et l'amant de Galatée, une des Néréides (nymphe marine), fille de Nérée et de Doris.
Mais Acis fut victime de la jalousie du cyclope Polyphème, également amoureux de Galatée mais disqualifié par ses traits monstrueux. Polyphème, ayant surpris les deux amants, arracha un rocher de l'Etna et le jeta sur Acis. Galatée, voyant des filets de sang couler sous le rocher, pria les dieux de le changer en un fleuve pour qu'il puisse rejoindre la mer. Cette version fut chantée par Théocrite dans sa onzième Idylle.
Une autre version de la légende, où Polyphème séduit finalement Galatée par son talent à jouer de la syrinx, aura moins de succès.

## Présence dans la culture ultérieure
La légende d'Acis et Galatée a plus tard inspiré nombre d'artistes — poètes, peintres, musiciens —.

### Peinture
- Raphaël, Le Triomphe de Galatée, huile sur toile (1511).
- Nicolas Poussin, Acis et Galatée, peinture sur toile (vers 1628).
- Jean-François Perrier, Acis et Galatée se dérobant au regard de Polyphème, huile sur toile (vers 1645-1650).
- Claude Lorrain, Acis et Galatée, huile sur toile (1657).
- Luca Giordano, Acis et Galatée, huile sur toile (1685).
- Charles de La Fosse, Acis et Galatée, huile sur toile (vers 1690), interprétée en gravure par Edme Jeaurat.
- Nicolas Bertin, Acis et Galatée, huile sur toile, musée des Beaux-Arts de Carcassonne.
- Pompeo Batoni, Acis et Galatée, huile sur toile (1761), Stockholm, Nationalmuseum.
- Antoine-Jean Gros, Acis et Galatée, huile sur toile (1833).
- Édouard Zier, Acis et Galathée se cachant de Polyphème, huile sur toile (1877).
- Maurice Denis, Galatée ou la poursuite, peinture sur toile (1908).
- Ker-Xavier Roussel, Polyphème, Acis et Galatée (1910).
- Odilon Redon, Le Cyclope, huile sur toile (1914).

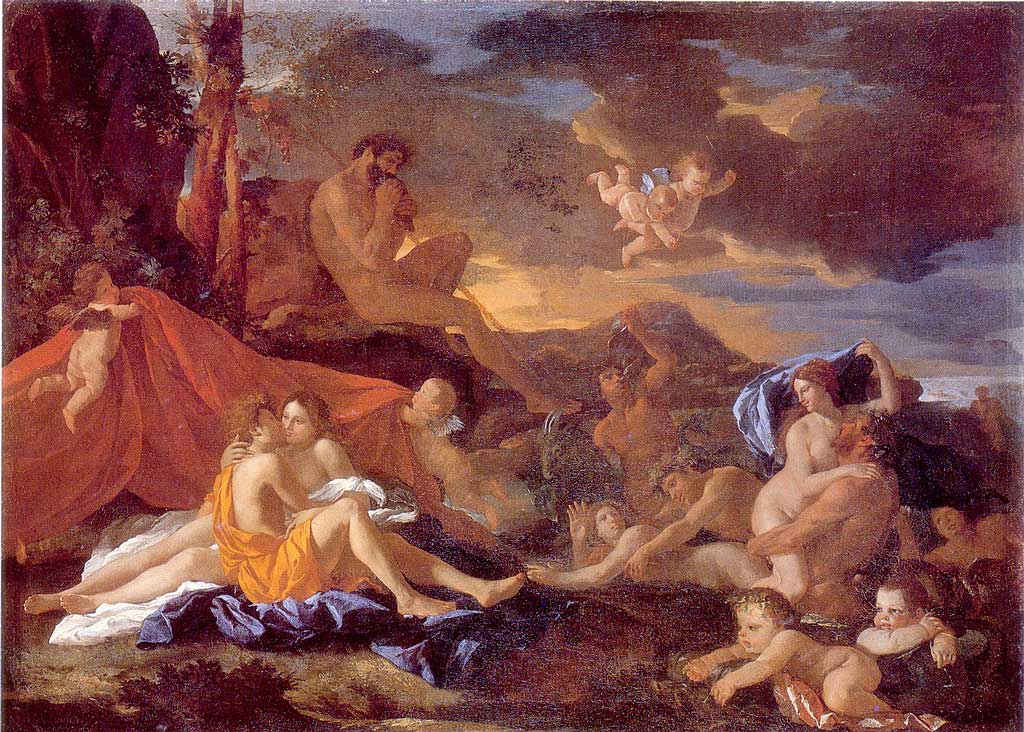
Nicolas Poussin, Acis et Galatée (vers 1627), Dublin, National Gallery of Ireland.
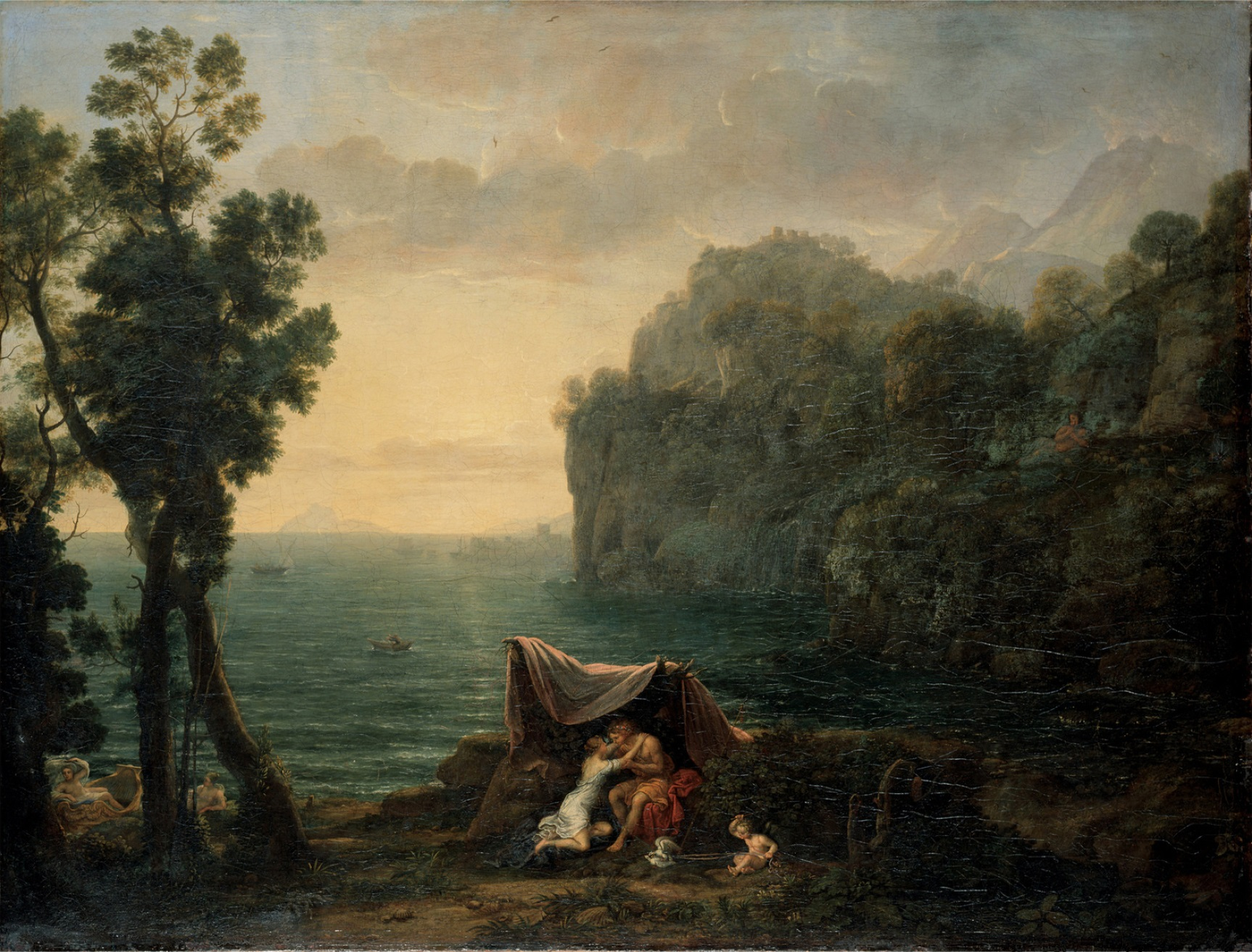
Claude Gellée, Acis et Galatée (1657), Dresde, Gemäldegalerie Alte Meister.
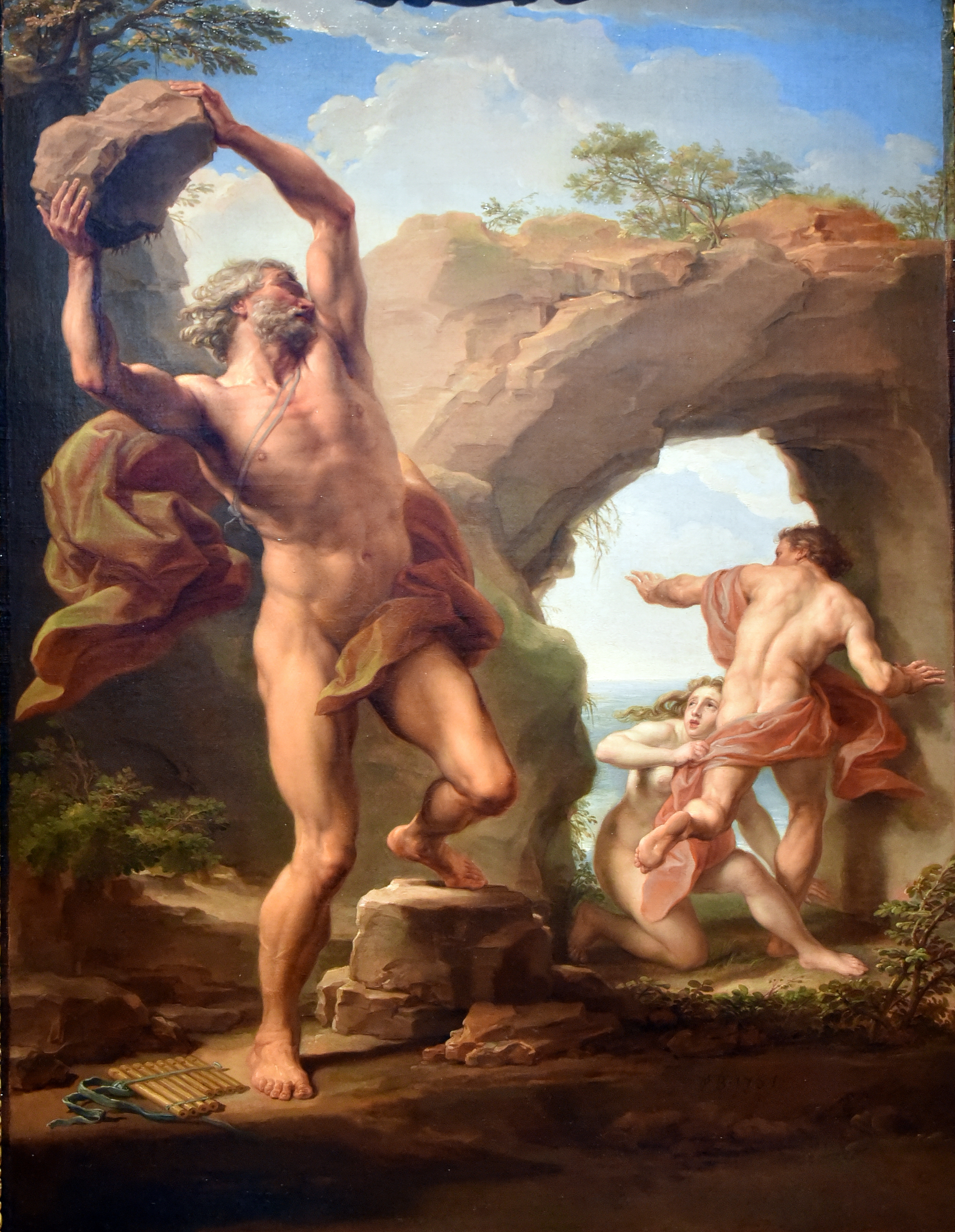
Pompeo Batoni, Acis et Galatée (1761), Stockholm, Nationalmuseum.
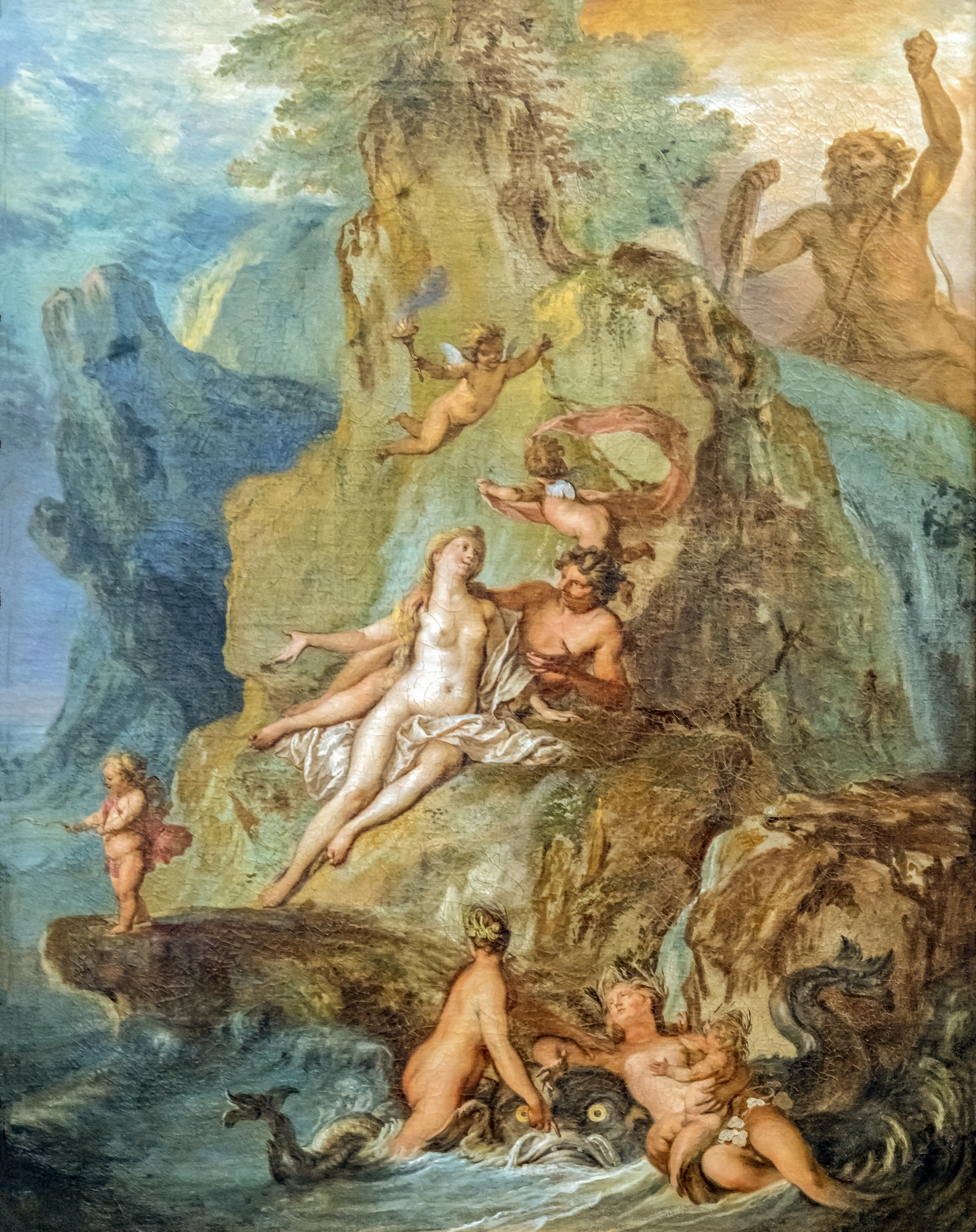
Nicolas Bertin, Acis et Galatée (XVIIIe siècle), musée des Beaux-Arts de Carcassonne.
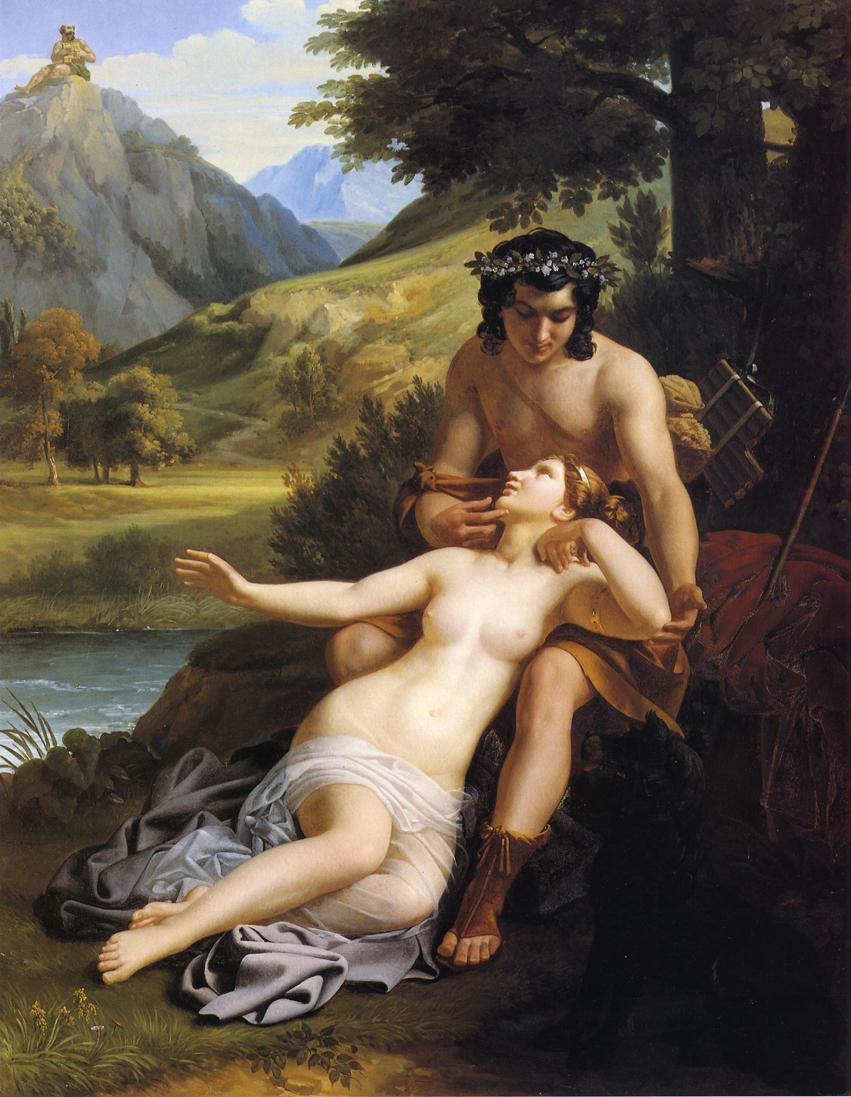
Alexandre Charles Guillemot, Les Amours d'Acis et de Galatée (1827), localisation inconnue.
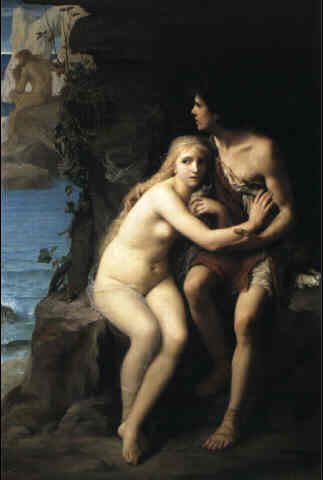
Édouard Zier, Acis et Galathée se cachant de Polyphème (1877), localisation inconnue.

### Sculpture
- Jean-Baptiste Tuby, Galatée surprise, entendant la flûte d'Acis, marbre, 1667-1675, jardins de Versailles, bosquet des Dômes.
- Rosario Anastasio, Acis et Galatée, 1846, Acireale, Villa Comunale
- Auguste Ottin, Polyphème surprenant Galatée dans les bras d'Acis, 1856-1859, bronze, marbre blanc et pierre, Paris, Fontaine Médicis.
- Mathurin Moreau, Neptune, Amphitrite, Acis et Galatée, 1868, bronze, Boston, Fontaine Brewer.

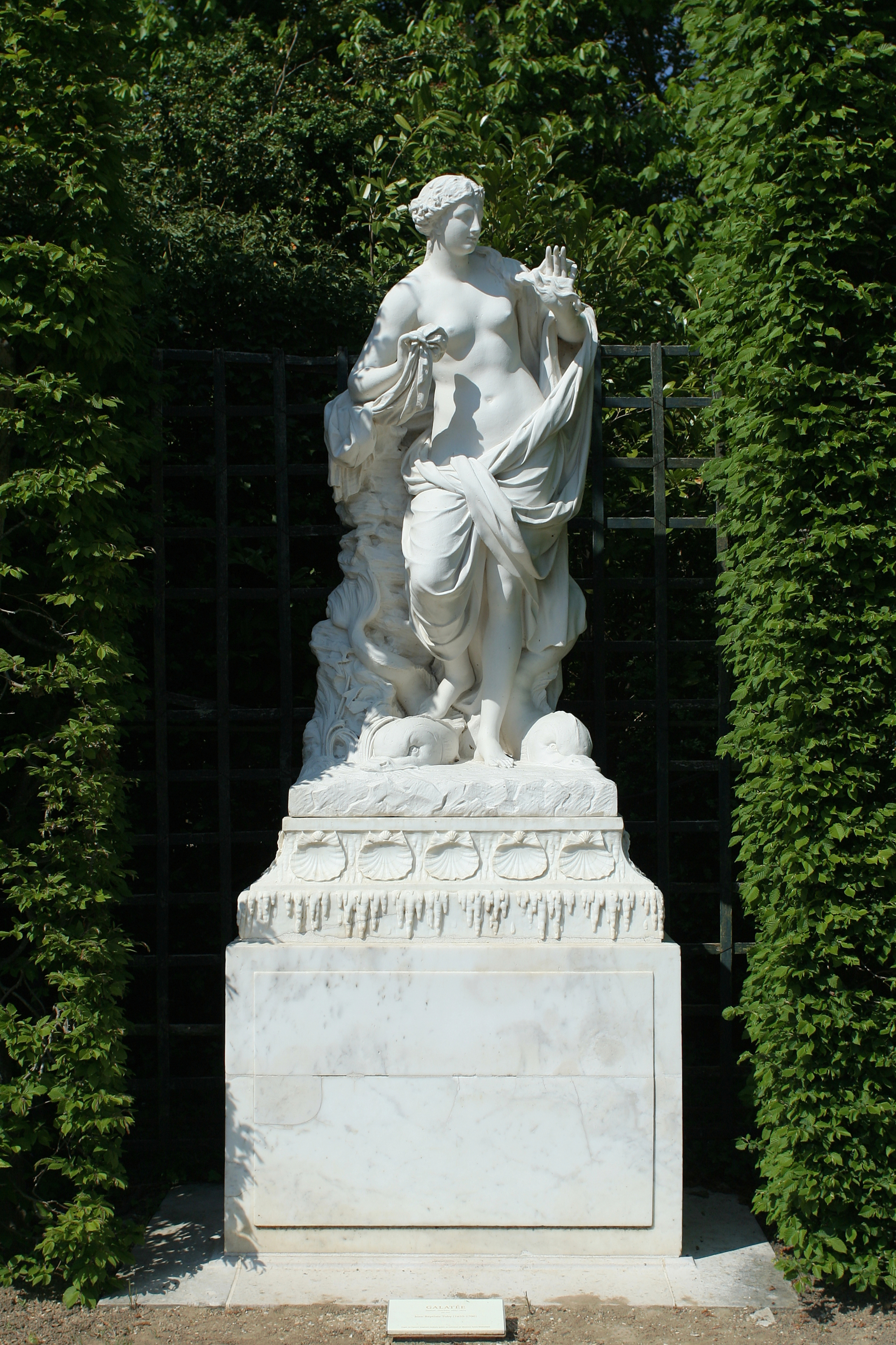
Jean-Baptiste Tuby, Galatée surprise, entendant la flûte d'Acis (1667-1675), jardins de Versailles, bosquet des Dômes.
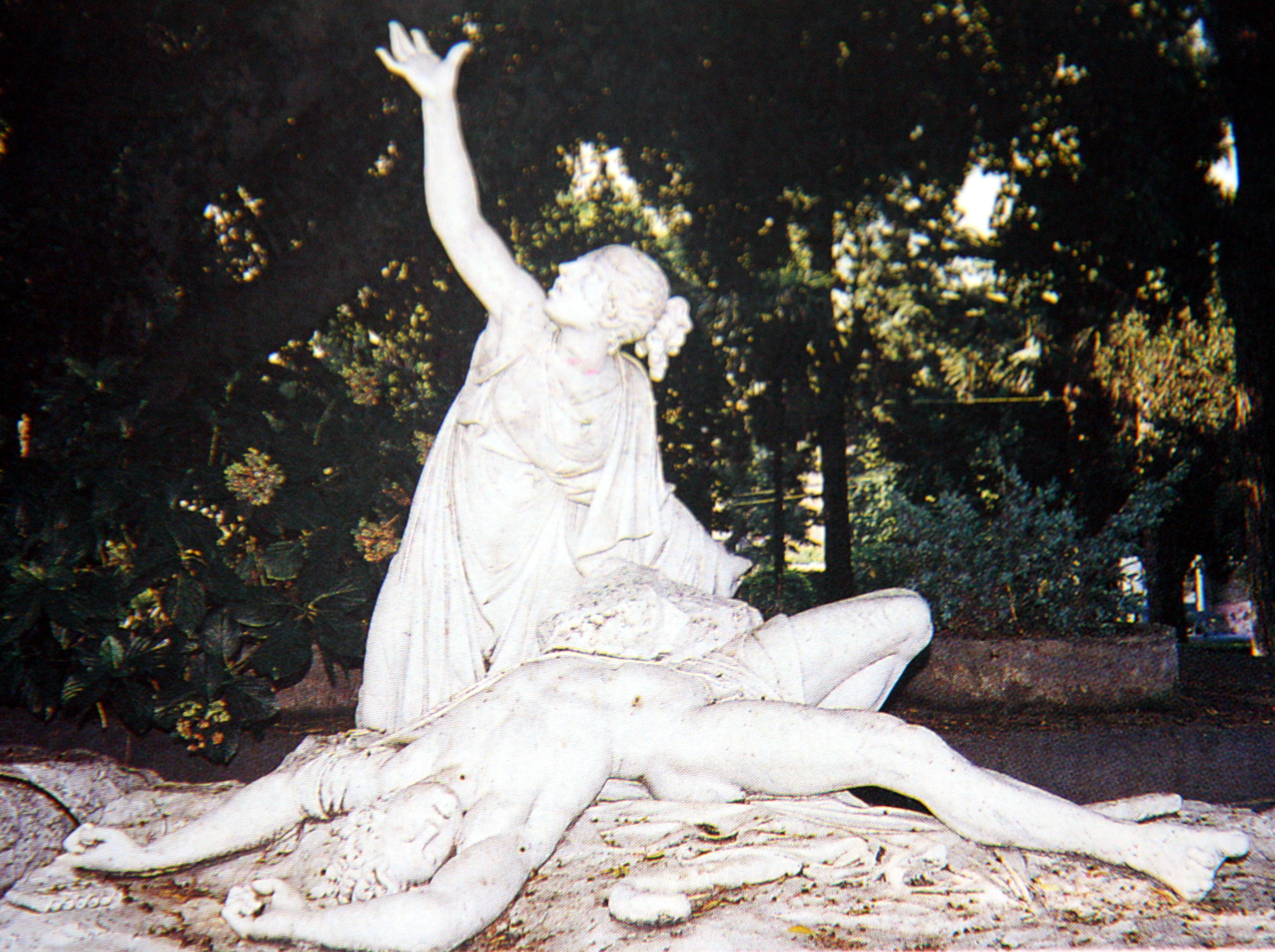
Rosario Anastasio, Acis et Galatée (1846), Acireale.
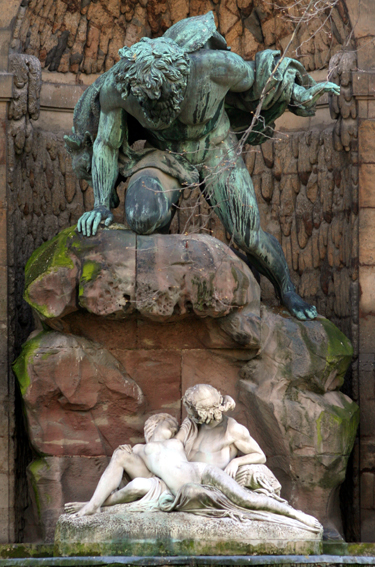
Auguste Ottin, Polyphème surprenant Acis et Galatée (1866), Paris, fontaine Médicis.

### Littérature
- Miguel de Cervantès, Galatée, œuvre appartenant au genre pastoral, 1584.
- Luis de Góngora, Fable de Polyphème et Galatée, 1612.
- Tristan L'Hermite, dans son recueil de poèmes La Lyre, 1641.
- Jean-Pierre Claris de Florian, Galatée, conte en vers, 1783.
- Albert Samain, Aux flancs du vase, suivi de Polyphème et de Poèmes inachevés, 1902.
- Dans le roman de Fiodor Dostoïevski Les Démons (Les Possédés), au dernier chapitre, « La confession de Stavroguine », il est question du tableau de Claude Lorrain dont le titre est Acis et Galatée.

### Musique
- Jean-Baptiste Lully, Acis et Galatée, pastorale héroïque en trois actes, 1686.
- Marc-Antoine Charpentier, Les Amours d'Acis et de Galatée H.499, opéra en 3 actes, livret de Jean de La Fontaine. Incomplet, 2 actes rédigés, 1682. La musique est perdue à l’exception d'un air Brillantes fleurs naissez, H.449[2].
- Antonio de Literes, Acis y Galatea, zarzuela, 1708.
- Georg Friedrich Haendel, Aci, Galatea e Polifemo, sérénade sur un texte italien (deux versions : 1708 et 1718) et Acis and Galatea, masque sur un texte anglais, 1732.
- Nicola Porpora, Polifemo,Opera seria en trois actes, livret de Paolo Antonio Rolli, créé le 1er février 1735 au King’s Theatre de Londres.
- Joseph Haydn, Acide e Galatea, opéra, 1763.
- Claude Delvincourt, Acis et Galatée, cantate pour le Prix de Rome, 1910.
- Paul Paray, Acis et Galatée, cantate pour le Prix de Rome, 1910.
- Nekfeu, Galatée, morceau de rap, 2016.

### Cinéma
- Polyphème, Acis et Galatée (ru), 1995, dessin animé russe d'Anatoli Petrov (ru) produit par Soyouzmultfilm Studio[3].